# Monomorium brasiliense
Monomorium brasiliense är en myrart som beskrevs av Auguste-Henri Forel 1908. Monomorium brasiliense ingår i släktet Monomorium och familjen myror. Inga underarter finns listade i Catalogue of Life.